# Dicranum vaginatum
Dicranum vaginatum là một loài rêu trong họ Dicranaceae. Loài này được Hook. mô tả khoa học đầu tiên năm 1816.